# Ратиев, Иван Дмитриевич
Князь Иван Дмитриевич Ратиев (Ратишвили) (17 июля 1868 — 26 апреля 1958) — офицер (подполковник) императорской армии, спасший государственные сокровища во время штурма большевиками Зимнего дворца в 1917 году.

## Молодость и карьера
Происходил из грузинского княжеского рода Ратишвили, представители которого эмигрировали в Россию в 1724 году. Родился в Орле. Его отец Дмитрий Ратиев был офицером русской армии. Иван Дмитриевич Ратиев закончил Орловский кадетский корпус, затем Николаевское кавалерийское училище. В 1890 году поступил на службу в Нижегородский 44-й драгунский полк, расквартированный в Грузии.
Из-за травмы, полученной во время скачек в Тбилиси в 1907 году, ротмистр князь Иван Ратиев был 9 (22) апреля 1907 года уволен от службы, за болезнью, подполковником и с пенсией. Затем он прослушал курс лекций в Академии изящных искусств в Париже, а после своего возвращения из Франции в Россию работал в Министерство императорского двора.
24 октября (6 ноября) 1913 года отставной подполковник князь Ратиев определён в службу, с назначением исправляющим должность полицеймейстера Императорского Зимнего Дворца и с зачислением по армейской кавалерии, прежним чином ротмистра. 6 (19) декабря 1913 года переведён в гвардию, с зачислением по гвардейской кавалерии, с переименованием в подполковники.
6 (19) декабря 1916 года числившийся по гвардейской кавалерии, исправляющий должность полицеймейстера Императорского Зимнего Дворца, подполковник князь Ратиев, за отличие по службе, произведён в полковники, с утверждением в занимаемой должности.
14 (27) августа 1917 года полицеймейстер Зимнего Дворца полковник князь Ратиев был назначен помощником начальника Петроградского дворцового управления.

## Зимний дворец
25 октября (7 ноября) 1917 года во время штурма Зимнего дворца большевиками Иван Ратиев не бежал, он приказал своим гвардейцам эвакуировать бывшие императорские сокровища в более безопасные части дворца. Князь направил своего 16-летнего сына Дмитрия и двух самых надежных гренадеров, чтобы они охраняли царские сокровища, среди которых находился царский скипетр, украшенный знаменитым бриллиантом Орлова. Затем Иван Ратиев вел переговоры с большевистским лидером Владимиром Антоновым-Овсеенко, который руководил штурмом Зимнего дворца, спасая царский дворец от разграбления и разрушения. Советское руководство публично выразило благодарность князю И. Д. Ратиеву на страницах газеты «Известия» (от 5 ноября 1917 года) за «самоотверженный труд по защите и сохранению народных сокровищ» и назначило его главным комендантом Зимнего дворца и всех государственных музеев и дворцов Петроградского района.

## Последние годы жизни

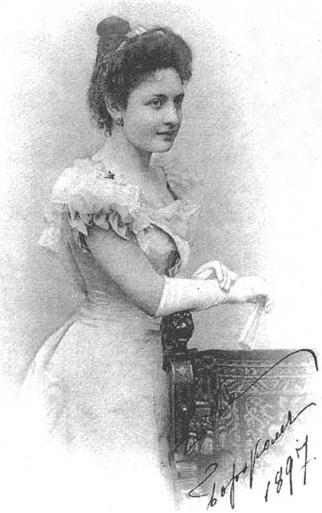
Светлейшая княжна Екатерина Грузинская

В марте 1919 года князь Иван Ратиев сопровождал «золотой эшелон», поезд с золотым запасом, отправленный из Петрограда в Москву. Дорога в Москву была непростая, на Ратиева оказывалось давление, чтобы он остановил поезд. В Твери поезд даже был обстрелян.
Затем И. Д. Ратиев вышел в отставку с государственный службы и в течение нескольких лет работал переводчиком в различных организациях Москвы. Его последующая жизнь была омрачена потерей жены и сына, который утонул во время купания в Москве-реке.
В марте 1924 года Иван Ратиев, его дочь Ольга и сестра Софья были арестованы по обвинению в принадлежности к «контрреволюционной монархической организации». Первоначально Иван Ратиев был приговорен к пяти годам ГУЛАГа. Благодаря его участию в сохранении сокровищ в 1917 году, был освобожден. В 1931 году Иван Ратиев переехал в Тбилиси, где он жил в качестве «персонального пенсионера за государственные услуги» и скончался в возрасте 90 лет.

## Семья
В 1893 году Иван Ратиев женился на светлейшей княжне Екатерине Ираклиевне Грузинской (1872—1917), дочери князя Ираклия Александровича Грузинского, правнучке грузинского царя Ираклия II и фрейлине российской императрице Александры Фёдоровны. Дети:
- Дмитрий Иванович Ратиев (1899—1926), утонул в Москве-реке
- Ольга Ивановна Ратиева (1902—1987), жена с 1932 года князя Юрия Сергеевича Львова (1897—1938). Их дочь Екатерина Юрьевна Львова вышла замуж за профессора физики Владимира Николаевича Ройнишвили[1].